# 会長様とひよこちゃん
『会長様とひよこちゃん』（かいちょうさまとひよこちゃん）は、如月ゆきのによる日本の漫画作品。『ちゃお』（小学館）にて2016年11月号から1月号、3月号から5月号まで短期集中連載されたが、読者からの好評もあって、2017年8月号から2018年9月号まで『会長様とひよこちゃん おかわり！』としてシリーズ連載された。本作は、これまでタイアップ作品のコミカライズを担当していた如月ゆきのにとって初のオリジナル作品である。ちゃおチャンネルで第1話がボイスコミック化された。

## ストーリー
女子校に通っていた夢見 陽菜（ゆめみ ひな）は学園長である祖父の頼みで、最近共学化したもののいまだ女子生徒がいない御茶学園中等部に転校した。だが、御茶学園は偏差値の低い札付きのヤンキーばかりが通うことを知り、陽菜は身の危険を感じる。そこで、陽菜は、ボディーガード役に生徒会の2トップ、生徒会長の桐生 圭（きりゅう けい）と副会長の不破 晴一（ふわ はるいち）を同行させ、御茶学園を素敵な学校にしようとするが、留学していた神崎 知也（かんざき ともや）の登場などによって様々な事件が起こる。

## 登場人物
※声の項はボイスコミック版の声優。
夢見 陽菜（ゆめみ ひな）
声 - 岸本萌佳
本作の主人公である中学１年生（後に中学2年生に進級）。御茶学園の初めての女子生徒で生徒会会計。美少女。愛称はヒナ。頭の上にひよこが乗っていることがある。元々は女子校の生徒。常にハイテンションだが頑張りやな性格。急ぎすぎてドジを踏むことがありよく圭に怒られる。また圭にぞっこんで、彼の調子が悪いとテンションが下がる。焼に任命され中学生理事長に就任し、10年後圭と婚約した。
桐生 圭（きりゅう けい）
声 - 熊澤玄徳
御茶学園中学校の生徒会長を務める男子中学2年生（後に中学3年生に進級）。御茶学No.1である。剣道部部長。ヒナの彼氏。口が悪いが優しい。硬派。最終回にて校長に就任し、陽菜と結婚した。
不破 晴一（ふわ はるいち）
声 - 川島零士
御茶学園の生徒会で副会長を務める男子中学2年生（後に中学3年生に進級）。御茶学No.2である。軟派なチャラ男で弓道部。愛称はハル。ピアスを付けている。御茶学卒業後は、英語の教員資格を取り教師に就任した。
神崎 知也（かんざき ともや）
学園のNo.3にあたる男子中学2年生（後に中学3年生に進級）。生徒会書記。メガネをかけている。かつて１年アメリカに留学していたが、帰ってきた御茶学園の現状に驚愕する。頑固で常にキレている印象だが、不器用な一面もある。ヒナのことをからかっているが、実は好き。剣道部副部長。御茶学卒業後は、国語の教員資格を取り教師に就任した。
理事長
声 - 湯浅悟朗
ヒナの祖父。作中ではなぜか二頭身の小人として描かれている。ヒナに御茶学園への転校を勧めた。御茶学で金銭トラブル等を起こし、辞任する。
桐生 焼（きりゅう あき）
圭の兄。24歳で会社の社長。硬派な圭とは逆でチャラ男。剣道は日本一というほど強い。陽菜に頼まれ、御茶学剣道部のコーチとなる。御茶学のOB。のちに御茶学のオーナーになり、陽菜を理事長に任命する。
東条 梓（とうじょう あずさ）
水道中学の理事長の息子。
女子のような名前だが、男子である。
陽菜に興味を持ち、御茶学との合併を延期した。
☆RIN☆
人気小学生ユーチューバー。
圭達に助けられる。

## 書誌情報
- 如月ゆきの 『会長様とひよこちゃん』小学館 〈ちゃおコミックス〉、全4巻
  1. 2017年3月1日発売 ISBN 978-4-09-138889-6
  2. 2017年12月27日発売 ISBN 978-4-09-870016-5
  3. 2018年5月30日発売 ISBN 978-4-09-870127-8
  4. 2018年11月2日発売 ISBN 978-4-09-870303-6